# Lac du Lavedan
Le lac du Lavedan est un petit lac de montagne situé à 2 179 mètres d'altitude sur la commune d'Eaux-Bonnes, en amont du cirque de Gourette. C'est l'un des lacs du massif pyrénéen, situé en pays de Béarn.

## Géographie
Le lac est situé au fond d'un petit cirque délimité par le col d'Uzious et le Sanctus (2 482 m). Ses eaux se déversent par un petit torrent dans le lac d'Uzious, 200m en aval. À partir de ce dernier lac, elles coulent au sein du Valentin.
Ce petit lac fait 2.2 hectares pour une profondeur de 3m. Ses eaux sont claires, et poissonneuses. Le lac est gelé à chaque saison hivernale.

## Toponymie
Le nom du lac du Lavedan trouve son explication quant à sa proximité directe avec le territoire bigourdan, et le pays de Lavedan. En effet, le col d'Uzious est aujourd'hui un accès de randonnée privilégié pour relier les vallées d'Ossau et de l'Ouzom.
Le lac portait à l'origine[Quand ?] le nom de Petit lac d'Uzious[réf. nécessaire].

## Voies d'accès
En empruntant le GR10, le lac est situé à environ 2 heures 45 de marche de la station de sports d'hiver de Gourette (1 400 m). On emprunte pendant 40 min le GR10 qui mène au lac d'Anglas. On le quitte par l'est au pied du vallon de Plaa de Batch (1 575 m) en restant dans le vallon du Valentin. On rencontre des mégalithes près des cabanes de Congues (1 850 m) pour terminer par une raillère (versant abrupt et caillouteux) de 300 m que l'on escalade en longeant à l'ouest les canalisations rouillées de l'ancienne mine. Puis, on longe par l'est le lac d'Uzious par un sentier. Une fois ce dernier quitté, le lac du Lavedan apparaît rapidement après 200m.